# Ástio Vindiciano
Ástio Vindiciano (em latim: Astius Vindicianus) foi um nobre romano ativo no século IV ou V. Cristão, foi sepultado na Basílica de Amedara, na África Proconsular. Segundo seu epitáfio, era um homem claríssimo e flâmine perpétuo (flamen perpetuus). Nesta inscrição também há elementos cristãos como a cruz e o ômega.